# Каменная Верба
Каменная Верба (укр. Кам'яна Верба) — село в Вербской сельской общине Дубенского района Ровненской области Украины.
Население по переписи 2001 года составляло 137 человек. Почтовый индекс — 35670. Телефонный код — 3656. Код КОАТУУ — 5621688507.